# Miloš Kobal
Miloš Kobal - Borut, slovenski pravnik in zdravnik nevropsihiater, * 11. oktober 1926, Novo mesto, † 16. oktober 2018, Ljubljana.
Miloš Kobal - Borut je leta 1949 diplomiral na ljubljanski Pravni fakulteti ter 1955 še na Medicinski fakulteti (MF) in prav tam 1971 tudi doktoriral iz nevropsihiatrije. Kobal je bil od leta 1956 psihiater v medicinskopsihološkem centru Republiškega sekretariata za notranje zadeve (do 1967) in hkrati strokovni sodelavec Inštituta za kriminologijo pri Pravni fakulteti ter predavatelj na oddelku za psihologijo ljubljanske Filozofske fakultete. V letih 1967-1996 je bil zaposlen na Univerzitetni psihiatrični kliniki v Ljubljani, ki jo je 1968-80 tudi vodil. Leta 1978 je postal redni profesor psihiatrije na MF v Ljubljani, kjer je bil v letih 1981 do 1986 dekan. Kobal je bil od leta 1979 do 1983 predsednik Združenja psihoterapevtov Jugoslavije.

## Zdravnik nevropsihiater
Reformo slovenske psihiatrije je v največji meri izvedel Miloš Kobal s sodelavci, zlasti s Jožetom Lokarjem, že v letih 1969 do 1975 in pozneje, kar pomeni, da mnogo pred razvpito italijansko reformo (začetek 1978) in pred številnimi zahodnoevropskimi državami.
Z ukrepi na psihiatrični kliniki v Ljubljani, katere direktor je bil Kobal od 1968 do 1981 in kot predsednik Republiškega medicinskega sveta je dosegel, da so se prej razmeroma velike, pretežno azilsko delujoče psihiatrične bolnišnice spremenile v manjše, aktivne ustanove. Tako so se posteljne zmogljivosti  zmanjšale na poprečno 200 postelj po bolnišnici, skupaj za do 30%, ležalna doba  pa skrajšala s poprečno 120 dni na 60 oz. danes 50 dni in manj.
Standard bivanja pacientov se je izboljšal z njihovim zmanjšanjem v sobah in - kolikor se je pač dalo - s prenovami objektov in spremljajočih površin.
Postopno so se odprla poprej trojno zaprta vrata večine oddelkov. Kobal je dal - fizično in simbolično - podreti zid na zahodni strani (proti mestu) bolnišnice v Polju.
Postopno  so bile opuščene ekonomije v bolnišnicah (kar še ni povsod v Evropi), vključno seveda s preprostim delom pacientov na njih, in namesto tega je uvedena pretežno kreativna delovna terapija, ki mora biti prostovoljna  in seveda v funkciji rehabilitacije.
Na široko so se razmahnili prosti izhodi pacientov ob koncu tedna - kljub negodovanju oblasti in okolja, deloma tudi svojcev Večina pacientov je dobila osebna oblačila, le na intenzivnih oddelkih so potrebna še bolniška.
Na vseh oddelkih so zaživele terapevtske skupnosti oziroma „hišni parlamenti". Zelo se je omejila raba pripomočkov za omejitev gibanja, zlasti ovirnic („prisilnih jopičev"), ki so v slovenskih psihiatričnih bolnišnicah praktično izginile iz uporabe
Skoraj povsem je bila odpravljena privedba pacientov s policijo, tako da je dandanes takšnih samo 1 - 2 % (v Italiji in Avstriji do 80% hospitalizacij brez privolitve izvede policija) in odpravljene so bile tudi prisilne hospitalizacije ob partijskih kongresih, obiskih kakšnih politikov v Sloveniji itd. (to še v komunističnemu režimu).
V vseh bolnišnicah so se na novo zaposlovali številni zdravniki, psihologi, kvalificirane sestre, delovni terapevti in socialni delavci, zlasti na Univerzitetni psihiatrični kliniki.
Postopno je bilo odpravljeno zaposlovanje slabo kvalificiranih bolničarjev, ki so jih nadomestili negovalci z redno izobrazbo, tako na Kliniki kot v drugih bolnišnicah. Kobal je na Kliniki uvedel stalno izobraževanje vsega osebja in skupaj s Lokarjem podiplomske tečaje iz psihoterapije, psihopatologije, alkoholizma ter pedopsihiatrije (otroške psihiatrije) na Medicinski fakulteti(1977).
Kot dekan Medicinske fakultete je tudi posodobil študij psihiatrije v smislu obsežnejše prakse in uvedel izbirne predmete. Omogočal je intenzivnejše stike s tujimi strokovnjaki, vključno s kontroverznim italijanskim reformatorjem Francom Basaglio (1970-72), najprej v Gorici, nato v Trstu, kamor se je psihiater Basaglia s svojim konceptom vred preselil.
Bile so strokovne ekskurzije večjega števila osebja različnih profilov najprej v Gorico in nato v Trst (Strokovne ekskurzije so pravilo še danes, zlasti v Gradec in Trst).
Vztrajal je pri dispanzerskem načinu dela v republiki, tako da danes v vseh večjih republiških središčih delujejo psihiatrični dispanzerji, v manjših krajih pa ambulante in posvetovalnice. (Prvi psihiatrični dispanzer je že leta 1954 ustanovil Lev Milčinski).
Skupaj s Jožetom Lokarjem, M. Tanaskovičevo, M. Bobičevo in dr. Darovcem je uvedel psihogeriatrično dejavnost (psihiatrična oskrba starostnikov) na Kliniki (1969/71) in jo pomagal razviti tudi v domovih starejših občanov, tako da ima danes večina domov konziliarnega psihiatra, domsko skupnost in zaposlitveno oz. miljejsko terapijo.
Na Psihiatrični kliniki je ustanovil psihoterapevtski oddelek (1970) in spodbujal izobraževanje iz različnih, zlasti krajših, metod psihoterapije in iz družinske terapije. Skupaj s Lokarjem in M. Tanaskovičevo je uvedel oskrbo v tuji družini (1969/70) tako na Kliniki kot pozneje v Hrastovcu.
Ustanovil je pedopsihiatrični oddelek na Pediatrični kliniki za vso Slovenijo (1970) in intenziviral ambulantno-dispanzersko, zunajbolnišnično pedopsihiatrijo. Dolga leta je bil na pedopsihiatričnem oddelku tudi svetovalec oz. supervizor. Če pomeni zgodnje odkrivanje in zdravljenje (že pri otrocih) vendarle neko obliko primarne preventive, potem ima Slovenija na tem področju izjemno dobro organizirano (pedopsihiatrično)službo.
Skupaj z Djordjevičem in M. Tanaskovičevo je ustanovil prve štiri klube odpuščenih pacientov s psihozo (1969). Ustanovil je oddelek za zdravljenje alkoholizma na Škofljici (1970/71) in dosegel da so vse slovenske psihiatrične bolnišnice ustanovile posebne oddelke za zdravljenje odvisnosti od alkohola. S tem se je v Sloveniji šele začelo sistematično zdravljenje odvisnosti od alkohola.
Skupaj z Djordjevičem in M. Tanaskovičevo je M. Kobal ustanovil tudi prvi klub zdravljenih alkoholikov (KZA) v Sloveniji (1969), katerega terapevt je še danes.
Kobal je skupaj s Milčinskim ustanovil prvi klub za zdravljenje odvisnih od drog (1974/75), imenoval Vsemirje, z lokacijo na Centru za mentalno zdravje, tedaj še na Poljanskem nasipu 58.
Vzpostavil je dnevni (1969) in nočni oddelek (1973), česar še danes nimajo vse evropske psihiatrične bolnišnice, žal tudi ne vse slovenske, deloma zaradi slabih prometnih zvez.
Skupaj s Lokarjem je zasnoval in vzpostavil Center za mentalno zdravje (1974), najprej z oddelkom za krizne intervence (PHP) s 24 urno možnostjo pomoči ljudem v krizi. Tudi tega še dandanes nimajo vse bolnišnice v bogatejših evropskih državah.
Ustanovil je oddelek za mladostnike, ki je bil leta 1975 novost tudi v bolj "razvitih" državah. Poprej strogo varovani in zaprti oddelek za paciente, ki so prekršili zakon, t.im. sodni oddelek, je „odprl" (1978) in dosegel, da se ti pacienti obravnavajo v načelu enako kot drugi psihiatrični pacienti, kar je po tem obveljalo v vsej republiki. Tega niso dosegle niti vse bolj „razvite" evropske države in tudi Italija ne, ki se sicer postavlja s svojo psihiatrično reformo. V Italiji so tovrstni pacienti še vedno zaprti v posebnih sodnih bolnišnicah, neredko dosmrtno.
Skupaj s pravniki (Bavcon, Kobe) je Kobal dosegel, da se morejo pacienti, ki so prekršili zakon, zdraviti tudi na prostosti, kar je obveljalo tudi v novem slovenskem zakoniku.
Takšnih humanih, strokovno in kadrovsko odličnih razmer, kot so v Sloveniji, v mnogih evropskih državah, zlasti južnih, še danes ni, ker imajo še „forenzične" bolnišnice, azile, in različne slabše oblike zdravstvenega in socialnega zavarovanja.
Depojska terapija s flufenazinom je bila uvedena že 1969/70, kar je v svetu in na Slovenskem revolucionarno spremenilo usodo pacientov s shizofrensko psihozo - gre namreč za učinkovito preprečevanje ponovitev bolezni.
Kobal je skupaj s pok. Vitorovičem in Darovcem uvedel litij za preprečevanje recidivov  manično-depresivne bolezni (1970 - sočasno s svetom), kar je prav tako revolucionarno spremenilo usodo pacientov s to boleznijo, ker v do 80% preprečuje ponovitve bolezenskih epizod, to je manij in depresij.
V Sloveniji je vsa leta prevladoval koncept racionalne in zmerne uporabe psihotropnih zdravil ob vedno sočasnih psihoterapevtskih in socioterapevtskih ukrepih (holistični princip).
Kobal je nadalje uvedel tudi različne subspecialitične dejavnosti npr. Center za preprečevanje samomorov, subspecialitično varstvo mladostnikov, že omenjeno psihogeriatrično itd.
Skupaj s Levom Milčinskim (1970 - 75) je oblikoval koncept psihiatričnega dispanzerja za vso republiko, ki temelji na holističnem principu in timskem delu. Tvorno je sodeloval pri organiziranju mreže ambulantno dispanzerske dejavnosti po vsej Sloveniji. Tako je danes v Sloveniji že prek 60 specialistov v ambulantno - dispanzerski dejavnosti.
V tem času je v državi že „kraljevalo" samoupravljanje in ni bilo skoraj nobenih državnih centralnoplanskih idej in/ali dejanj, kar je sicer na eni strani resnično omogočalo večjo strokovno avtonomijo, na drugi strani pa je bilo v anarhičnih samoupravnih prilikah težko ideje materializirati oz. udejaniti.
V funkciji strokovnega svetovalca je odločilno spremenil razmere v tedanjih azilih za manjrazvite in kronične paciente v Hrastovcu, Tratah in Dornavi.
V letu 1979 so se pričele intenzivne priprave za ustanovitev telefonske pomoči ljudem v stiski. Pod imenom „Klic v duševni stiski je pričela delovati leta 1980.
Kobal ni dovolil, da bi psihiatrične bolnišnice reševale nezdravstvene probleme javnega reda in miru  in pa pretežne socialne probleme družbe, ampak je vztrajal, da je bolnišnica namenjena diagnostiki, zdravljenju in rehabilitaciji pacientov in da naj bo pacient praviloma sprejet v psihiatrično bolnišnico na enak način kot „somatski" pacient.
Zato je tudi izjemno malo prisilnih hospitalizacij oz. socialnih problemov ali družinskih težav kot razlogov za napotitev v psihiatrično bolnišnico.

## Facit
Slovenska psihiatrija je danes po svoji humanosti in strokovnosti ob boku psihiatrij v mnogo bogatejših, če že ne razvitejših držav, kar potrjujejo tudi obiskovalci iz sveta, vključno s strokovnjaki Svetovne zdravstvene organizacije.
Po zaslugi Kobala in Milčinskega ima Slovenija izredno dobro razvito ambulantno-dispanzersko dejavnost, zaradi česar odpade mnogo hospitalizacij in more stroka nekako shajati z izredno nizkim posteljnim skladom tj. s 1614 posteljami ali z 0,8 postelje na 1000 prebivalcev.
Dezinstitucionalizacija se je izvedla kar se da humano, vsekakor brez pehanja pacientov „ na cesto " kot je bil (je) primer v ZDA, Italiji in drugje.
V pogledu t. i. prisilne hospitalizacije - kot enega najbolj spornih ukrepov v psihiatriji pa je Slovenija verjetno edinstvena v svetu, saj se izvede le pri 6% do 8% hospitaliziranih pacientov in s policijo le v 2%.
Inzulinsko-komatozno terapijo je slovenska psihiatrija opustila že 1.1981, elektrošok pa l. 1991.
Premalo znano je, da so slovenski psihiatri od Karla Bleiweisa dalje v vsej stoletni zgodovini izredno dejavni na preventivnem področju, to je pri spodbujanju in utrjevanju duševnega zdravja. Med njimi so (bile) visoko kulturne in ustvarjalne osebnosti, a niso mogle uveljaviti vsega zaželenega (npr. bolj razvito skupnostno skrb, kar sicer ni dobro razvito nikjer na svetu), kljub programu, ki so ga imeli, saj prejšnji socialistični sistem ni dopuščal nenadzorovanih, neinstitucionalnih, neuradniških, posebej ne prostovoljskih oblik delovanja.

## Anekdota
" V Italiji se je za spremembe psihiatrije zavzel Franco Basaglia, najprej v Gorici, pozneje v Trstu. Sprejeli so znameniti Zakon 180/1978 (opuščanje velikih ustanov z namestitvijo bolnikov v manjše), ki je Italijanom prinesel marsikaj dobrega. Na mnogih področjih pa je psihiatrično dejavnost zgolj osiromašil. Številne rešitve so bile le navidezne. Basaglia, s katerim je skorajda prijateljeval, je dejal: "Vem profesor, vi ste reformator, toda jaz sem revolucionar." Odvrnil mu je: "Profesor, so vas kdaj preganjali beli...so vas hoteli ubiti rdeči...ste bili v zaporu?" To je zanikal, pa mu je odvrnil: "Vidite, jaz sem vse to bil. Kdo je večji revolucionar, Vi ali jaz?"
Še vedno velja, da so bile slovenske "rešitve" boljše in za ljudi primernejše, kot mnoge italijanske. Začele pa so se že leta 1968.